# Пфайльшифтер, Георг
Георг Пфайльшифтер (нем. Georg Pfeilschifter; 13 мая 1870, Меринг, Айхах-Фридберг — 4 августа 1936, Мюнхен) — немецкий историк Римской католической церкви, профессор и ректор Мюнхенского университета.

## Биография
После окончания в 1888 году мюнхенской гимназии «Luitpold-Gymnasium», Георг Пфайльшифтер первоначально изучал философию в Мюнхене, но, начиная с третьего семестра, переключился на католическое богословие; стал священником в 1894 году. В 1900 он стал приват-доцентом по истории Римской католической церкви в Мюнхене — в том же году получил пост экстраординарного профессора в Философско-теологического колледжа Фрайзинга. В 1903 году он стал полным профессором истории церкви в университете Фрайбурга; являлся ректором в 1913/1914 учебном году. В ответ на книгу Альфреда Бодрийара «La guerre allemande et le catholicisme» в 1915 году Пфайльшифтер стал редактором работы «Deutsche Kultur, Katholizismus und Weltkrieg».
В 1917 году Георг Пфайльшифтер перешел в Мюнхенский университет, где в 1922/1923 учебном годом являлся ректором. Стал одним из основателей Немецкой академии в Мюнхене (1925). 11 ноября 1933 года Пфайльшифтер был среди более 900 ученых и преподавателей немецких университетов и вузов, подписавших «Заявление профессоров о поддержке Адольфа Гитлера и национал-социалистического государства».

## Работы
- (Hrsg.): Deutsche Kultur, Katholizismus und Weltkrieg. Eine Abwehr des Buches «La guerre allemande et le catholicisme». Freiburg 1915.
- Die St. Blasianische Germania Sacra. Ein Beitrag zur Historiographie des 18. Jahrhunderts, Kempten 1921.
- Георг Пфайльшифтер, Теодорих Великий = Theoderich der Grosse / пер. Владислав Певчев, Евразия, 2004, 272 стр. ISBN 5-8071—0149-9 Тираж 1 500 экз. \ Доп.тираж 2017, 272 c. ISBN 978-5-8071-0351-2.